# وايت جيبس
وايت جيبس (بالإنجليزية: Wyatt Gibbs)‏ (5 مايو 1830 في المملكة المتحدة - 25 مايو 1891 في المملكة المتحدة) هو لاعب كريكت بريطاني (وحمل سابقاً جنسية المملكة المتحدة لبريطانيا العظمى وأيرلندا). لعب مع Sussex county cricket teams ‏.

## وصلات خارجية
- وايت جيبس على موقع إي آس بي آن كريك إنفو (الإنجليزية)